# Иллюзия Эббингауза
Иллюзия Эббингауза (Эббингхауза) или круги Титченера — оптическая иллюзия восприятия относительных размеров. Самая известная версия этой иллюзии состоит в том, что два круга, идентичные по размерам, помещаются рядом, причём вокруг одного из них находятся круги большого размера, тогда как другой окружён мелкими кружками; при этом первый круг кажется меньше второго.
Иллюзия названа по имени открывшего её немецкого психолога Германа Эббингауза (1850—1909). В англоязычной среде она стала популярна благодаря опубликованному в 1901 году учебнику экспериментальной психологии Титченера; отсюда пошло другое название иллюзии — «круги Титченера».
Хотя обычно считается, что этот обман зрения связан с восприятием размеров, недавно появилось мнение, что критическим фактором возникновения этой иллюзии является расстояние центрального круга от других кругов, окружающих его, и замкнутость кольца, что позволяет рассматривать иллюзию Эббингауза как разновидность иллюзии Дельбёфа. Если окружающие круги располагаются близко к центральному кругу, он кажется больше, и наоборот, если они находятся на большом расстоянии, центральный круг выглядит меньше. Очевидно, размер окаймляющих кругов определяет, насколько близко они могут находиться от центрального круга, приводя во многих исследованиях к путанице между двумя показателями (размеры и расстояние).
Иллюзия Эббингауза играет ключевую роль в современных научных спорах о существовании в зрительной коре двух отдельных потоков переработки информации, касающихся процессов восприятия (распознавания) и выполнения действий (более детально см.: Гипотеза о двух потоках переработки зрительной информации). Доказано, что иллюзия Эббингауза искажает восприятие размера, но когда субъект должен отреагировать на визуальный образ действием, таким как схватывание, размеры объекта воспринимаются без искажений. Тем не менее, относительно недавно появилась публикация, в которой утверждается, что оригинальные эксперименты были выполнены с большими погрешностями. В этих экспериментах стимулы ограничивали возможность ошибки при акте хватания, тем самым делая хватательный ответ более точным. К тому же, две версии стимула — визуально большая и малая — представлялись изолированно (то есть не было второго центрального круга, служащего для сравнения), в силу чего, по мнению В. Франца с соавторами, и были получены результаты, говорящие об отсутствии иллюзии. Авторы упомянутой публикации делают выводы, что иллюзия Эббингауза вносит искажения, независимо от конкретного канала (пути) обработки зрительной информации («распознавание» или «действие»).

В другой современной работе утверждается, что на восприимчивость к этой иллюзии, а также иллюзии Понцо, положительно воздействуют размеры первичной зрительной коры конкретного индивидуума.

## У животных
Есть сведения, что иллюзии Эббингауза (как и некоторым другим) подвержены некоторые виды птиц (куры, голуби, дерябы, попугаи жако).